# Соник Икс
«Со́ник Икс» (яп. ソニックХ Соникку Эккусу, англ. Sonic X) — аниме-сериал, созданный компанией TMS Entertainment по мотивам видеоигр серии Sonic the Hedgehog от японской компании Sega. В процессе производства сериала было выпущено два пилотных трейлера, после чего были осуществлены некоторые изменения. Изначально планировалось создать 52 серии, которые в дальнейшем транслировались на телеканале TV Tokyo с 6 апреля 2003 года по 28 марта 2004 года, однако последующие 26 серий вышли в эфир за пределами Японии в 2005—2006 годах. Производился в 2002―2004 годах. «4Kids Entertainment» выпустила адаптированную версию сериала в США. Телевизионная компания Jetix выпустила сериал в Европе, Австралии, Бразилии и Латинской Америке. В Канаде он был показан на YTV. В России аниме транслировалось на Jetix и СТС. 1 июля 2015 года был опубликован на английском языке на YouTube-канале студии.
Сюжет разворачивается вокруг антропоморфных животных, ранее появлявшихся в играх, — ёжика Соника, лисёнка Тейлза, ехидны Наклза, ежихи Эми Роуз и крольчихи Крим — и мальчика Кристофера Торндайка, с которым они познакомились вскоре после того, как они перенеслись со своей родной планеты на Землю. Во время своего пребывания на Земле они неоднократно сражаются со злым учёным доктором Эггманом и его роботами за Изумруды Хаоса, а также свыкаются со своим статусом знаменитостей. В заключительной сюжетной линии друзья возвращаются в свой мир вместе с Крисом, где они, познакомившись с растениеподобной инопланетянкой Космо, отправляются в космическое путешествие и борются с армией гигантских киборгов Метарексов.
«Соник Икс» получил смешанные отзывы критиков. Обычно авторы критикуют его английскую версию и внедрение в сюжет некоторых персонажей, но оценивают сюжетную и эстетическую составляющие сериала. Тем не менее сериал обрёл большую популярность в США и Франции, но имел низкий рейтинг в Японии (4,3 %). На тематику «Соник Икс» были выпущены: образовательная видеоигра для портативной консоли Leapster, карточная игра, серия комиксов с оригинальным сюжетом, различные игрушки и прочее. В западных странах фраза «gotta go fast» — ссылка на открывающую песню американской версии сериала — уже более десяти лет после выхода первой серии является крылатой «сониковской» фразой.

## Сюжет

### 1 сезон
Ёж Соник пытается разгромить базу доктора Эггмана и отнять у него семь Изумрудов Хаоса. В это время один из роботов Эггмана случайно стреляет в машину, в которой находились Изумруды. В результате они активируют технику Контроля Хаоса и переносят Соника, Эггмана и некоторых других друзей главного героя — лисёнка Тейлза, ежиху Эми Роуз, крольчиху Крим (с чао Чизом), летучую мышь Руж и ехидну Наклза — на Землю, параллельную их миру планету. Здесь Соника преследует полиция, однако ему удаётся убежать. Но он падает в бассейн в крупном особняке. Его спасает живущий в доме двенадцатилетний мальчик по имени Крис Торндайк. Крис живёт со своей матерью — популярной киноактрисой Линдси Фэр, отцом-коммерсантом Нельсоном, дедушкой-учёным Чаком, горничной и поварихой Эллой и дворецким Эдвардом Танакой, и какое-то время пытается скрыть от них животных; однако Крим случайно раскрывает их всех и они устанавливают дружеские отношения с семьёй Криса и его друзьями — Денни, Френсис и Хелен.
Несмотря на тёплые отношения с людьми, животные желают вернуться домой и неоднократно сражаются за Изумруды Хаоса с Эггманом и его помощниками-роботами — непоседливым гонцом Боккуном и неуклюжими Боко и Деко — и более крупными вооружёнными роботами. Эггман имеет планы захватить мир, что привлекает внимание президента неназванной страны Майкла Кэя. Сначала в государственной программе по борьбе с доктором участвовали Наклз, Руж и федеральный агент с позывным «Топаз», но вскоре к кампании присоединяются и другие животные, и после победы над ним их всех приветствуют как героев. Однако это не останавливает учёного, с которым они продолжают битву за Изумруды.
После финальной битвы с Эггманом все изумруды собираются вместе, Соник переходит в суперформу и побеждает злодея. Но образовавшийся при встрече изумрудов Центр Хаоса не отправляет Соника и его друзей обратно домой, а, напротив, перемещает в мир Криса целый кусок планеты Соника — Мистические руины.

### 2 сезон
Через некоторое время Эггман пробуждает мутировавшего чао, именуемого Хаосом, который разрушает Мастер Изумруд, крупный драгоценный камень, охраняемый племенем Наклза на протяжении тысячелетий. Ехидна собирает осколки Мастер Изумруда в то время, как другие животные безуспешно пытаются сражаться с Хаосом, чтобы вернуть Изумруды Хаоса. Когда он поглощает все семь, он достигает формы Совершенного Хаоса и выбрасывает Изумруды, которые ему теперь не нужны. С помощью девушки-ехидны из прошлого по имени Тикал, Соник использует Изумруды, чтобы перейти в форму Супер Соника и побеждает Хаоса, который снова утихомиривается и впадает в спячку.
Вскоре Эггман находит дневник своего деда Джеральда Роботника и узнаёт о старом проекте «Тень», находящимся на военной базе. Он выпускает из криогенной капсулы ежа Шэдоу. Шэдоу проникает в музей чтобы похитить Изумруд и его ошибочно принимают за Соника, которого и арестовывают. Эми спасает Соника, но Шэдоу, Эггман и двуличная Руж скрываются на космической колонии «Ковчег», где доктор грозится использовать оружие, называемое Пушкой затмения, чтобы уничтожить Землю, если планета не подчинится его власти; он разносит половину Луны, чтобы показать мощь пушки. Эггман собирает все семь Изумрудов для питания пушки, но это активирует программу, разработанную много лет назад Джеральдом,  которая заставит космическую колонию врезаться в Землю, уничтожив планету менее чем за полчаса. Джеральд сделал это, чтобы отомстить человечеству, которое он обвинил в смерти своей внучки Марии (и одновременно - друга Шэдоу) после того, как она была убита в ходе рейда на космическую колонию. Все пытаются отключить её, кроме Шэдоу, испытывающего неприязнь к человечеству. Тем не менее Крис убеждает его спасти Землю, и Шэдоу с Соником переходят с помощью Изумрудов Хаоса в суперформы, побеждают существо, называемое Биолизардом, и отводят «Ковчег» от планеты, в сторону которой Биолизард тянул космическую колонию. Шэдоу спасает Землю ценой собственной жизни и его оплакивают.
Луна разрушена, и Эггман восстанавливает её, ссылаясь на раскаяние за свои злодеяния. Тем не менее положение Луны меняется, создавая солнечное затмение. Учёный запускает в производство и продажу так называемые «солнечные шары», воспроизводящие солнечный свет. Догадавшись, что Эггман таким образом пытался завоевать популярность с целью захвата власти, Соник деактивирует шары, а Эггмана арестовывают. Вскоре Боккун активирует робота по имени Эмерл, который быстро завоёвывает симпатию животных, а Эггман сбегает из тюрьмы. Эмерл выигрывает Изумруд на боевом турнире с участием многочисленных персонажей обеих группировок, но Изумруд лишает его рассудка и он начинает разрушать город. Крим и Чиз уничтожают робота и оплакивают потерю своего друга.
Позднее в особняк Криса приходят два правительственных физика, чтобы сообщить, что когда-то мир животных и Земля были одним целым и были разделены вследствие катаклизма на две части, но они воссоединяются, что неизбежно приведёт к остановке времени, и единственный способ предотвратить это — отправить Соника и его друзей обратно, в их родной мир. Крис подозревает Эггмана и приходит к нему чтобы обвинить его. Доктор утверждает, что он не виноват и также хочет восстановить процесс. Тейлз и Чак начинают строить врата, которые с помощью Хаос Контроля позволят животным вернуться в их мир, но Крис понимает, что он не хочет, чтобы они уходили. Когда постройка врат завершается, все животные, кроме Соника, уходят. Внезапно Крис отключает врата и скрывается с Соником в лесу. Ёж понимает его чувства, и Криса в конце концов находят его родители, которые обещают проводить с ним больше времени; с его одобрения, Соник возвращается в свой мир, останавливая слияние миров. Мальчик же клянётся когда-нибудь снова встретиться с Соником.

### 3 сезон
Спустя шесть месяцев раса зловещих киборгов, Метарексов, пытается украсть у Соника Изумруды Хаоса, но он рассеивает их по всей галактике. Между тем на Земле, где прошло шесть лет, Крис, которому к этому времени исполнилось восемнадцать лет, строит устройство, которое позволит ему отправиться в мир Соника и снова встретиться со своими друзьями; по прибытии в другой мир его биологический возраст соответствует двенадцати годам. На их планету прибывает больная растениеподобная девочка по имени Космо, они её вылечивают и она присоединяется к их компании. На борту нового корабля Тейлза «Голубой тайфун», друзья скитаются по галактике в поисках Изумрудов Хаоса и «Яиц Планет» (предметов, дающих планетам жизнь, которые похищают Метарексы, чтобы уменьшить население галактики) и борются с Метарексами на каждом шагу. Вскоре к Метарексам присоединяется Эггман. По пути животные встречают своих старых друзей — сыщиков Хаотиксов, а Тейлз и Космо влюбляются друг в друга. Позднее Руж выясняет, что Шэдоу жив, но пребывает в летаргическом сне в капсуле на корабле Эггмана. Руж освобождает его и Шэдоу мгновенно спасает Криса от Метарексов прежде чем исчезнуть.
Шэдоу возвращается и по какой-то причине пытается убить Космо, но Тейлз защищает её. Внезапно появившийся лидер Метарексов Дарк Оук объясняет, что Метарексы связаны с Космо и что Космо, сама того не желая, шпионила за ними с тех пор, когда они имплантировали устройство слежения в её голове во время истребления остальной части её вида; это было обоснование Шэдоу, но он был изгнан с корабля. Крис, Наклз и Тейлз выясняют, что устройство подключено к области её мозга, ответственной за зрение и слух, и его удаление навсегда лишит Космо этих чувств. В английской версии Ехидна настаивает на том, чтобы устройство было удалено в любом случае, тогда как в японской версии он просит Тейлза найти другие способы удалить устройство, на что Тейлз не может найти ответов. Тогда Крис ставит ультиматум: «Либо мы лишаем Космо зрения и слуха, либо мы побеждаем Метарексов».
Хаотиксы и Шэдоу встречаются и с другими животными от края до центра Вселенной, где Метарексы контролируют водяную планету, содержащую Яйца Планет. Соника затягивает туда и он тонет, пока Эми и Крис не спасают его. Планета начинает превращаться в гигантское семя; Метарексы показывают, что они знают о своём поражении в битве за Изумруды, и намерены уничтожить галактику с этой планеты. Перед глазами Космо возникает видение: её мать Арсия говорит, что она должна пожертвовать собой, чтобы спасти остальных. Космо соглашается пойти на жертву. Сливаясь с семенем, она просит Тейлза выстрелить Супер Соником и Супер Шедоу из пушки «Голубого Тайфуна» по ней и семени, чтобы уничтожить их. После уговоров Эггмана Тейлз в слезах всё-таки стреляет по семени. Метарексы погибают, но лис в неутешной скорби о Космо. Вернувшись на корабль, Соник с прискорбием сообщает, что ему не удалось оживить Космо, но он нашёл одно из её семян. Крим и Эми пытаются утешить его. С мимолётным изменением в душе, Эггман конструирует устройство, которое позволит Крису вернуться на Землю, но быстро возвращается на прежний путь, когда мальчик улетает. В конце сериала показывается тень Шедоу на чужой планете и прорастающее семя Космо.

## История создания
Производством «Соник Икс» занималась компания TMS Entertainment. В настоящее время сериал является первым и единственным аниме-сериалом, основанным на вселенной Соника. «Соник Икс» создавался прежде всего под влиянием других аниме, а не работ из западных стран, где Соник был также популярен, и был предназначен для японской аудитории. Юдзи Нака, бывший в то время главой Sonic Team, выступил в качестве исполнительного продюсера, а Юдзи Уэкава — в качестве художника оригинальных персонажей. Бо́льшая часть серий содержит оригинальный сюжет и многочисленных оригинальных персонажей в дополнение к традиционным, однако второй сезон больше основывался на мотивах игр Sonic Adventure и Sonic Adventure 2. Помимо традиционной рисованной мультипликации, была использована компьютерная графика, с помощью которой передавались различные спецэффекты, например самонаводящаяся атака Соника.
В процессе производства сериала было выпущено два пилотных трейлера. Первый был создан в 2002 году и показан на презентации Sonic Advance 2. В то время Чиз ещё не имел имени и упоминался просто как Чао. В ролике использовался не только отснятый материал, который позднее появится в открывающей заставке сериала, но и неиспользованные сцены с участием уникальных антропоморфных животных. Второй японоязычный трейлер был презентован Sega в феврале 2003 года на игровом мероприятии «World Hobby Fair». Ролик состоял по большей части из сцен первых серий и последующих досье на главных героев. Кроме того, было показано неподвижное изображение серебряного антропоморфного ежа, так и не появившегося в сериале. В сентябре 2015 года стало известно, что это прототип супер-формы Соника.
Некоторые сэйю уже озвучивали своих персонажей в играх, однако им были предоставлены исчерпывающие сведения о роли своих героев в аниме. Санаэ Кобаяси, озвучивавшая Криса, не была уверена в том, что сможет приемлемо озвучить своего персонажа, который благодаря присутствию Соника развивается в личностном плане, но сочла свою задачу вполне достойной. Для Тикао Оцуки озвучивание доктора Эггмана далось очень непросто из-за напряжённых ноток в голосе его персонажа и желания Оцуки, чтобы дети, смотрящие аниме, признавали в Эггмане злодея, но не испытывали к нему ненависти.
Дизайнер из Sonic Team Такаси Иидзука был убеждён, что «Соник Икс» и прилагающийся к сериалу ассортимент вместе с игрой Sonic Heroes открыли сониковскую франшизу новому поколению потенциальных игроков в 2003 году, и надеялся сделать этот год «Годом Соника» (англ. Sonic Year). Более смелые надежды выразил Юдзи Нака; он считал, что благодаря одному только «Соник Икс» популярность серии Sonic the Hedgehog будет стремительно расти, подобно тому, какую популярность обрела серия «Покемон» после её адаптации в аниме-сериал.

### Локализация
Работу над локализацией сериала для США осуществила компания 4Kids Entertainment. Сюжет и длина серий были строго отредактированы, из-за чего 4Kids обрела недобрую репутацию среди поклонников аниме. Были удалены все случаи употребления спиртных напитков и грубой лексики, случаи «разрушения четвёртой стены» и многочисленные романтические сцены. Тем не менее, в отличие от других сериалов 4Kids, переведённых в начале—середине 2000-х годов (например «Звёздный Кирби»), не все серии «Соник Икс» были подвергнуты цензуре. Хотя продюсер Майкл Хейни не любил насилие в детских передачах, он не имел намерений осуществить массовые правки в сериале. Он был связан строгими правилами Fox Broadcasting Corporation, запрещающими наличие сцен курения и насилия. В 2006 году, когда локализация сериала подходила к концу, Хейни заявил в интервью, что он никогда не играл в сониковские игры, не читал комиксы и не смотрел ни один из предыдущих мультсериалов о Сонике.
Для озвучивания в 4Kids искали других актёров, а не тех, что работали над дубляжем игр. Прослушивания были начаты весной 2003 года. На прослушивания на роль доктора Эггмана был приглашён Майкл Поллок, известный в компании по его работе над озвучиванием сериалов «Ultimate Muscle» и «Звёздный Кирби», и выбран за его визгливый и хриповатый голос; также он озвучивал Эллу. Поллоку разрешалось вносить незначительные изменения в диалоги, «если что-то не получалось». Перед началом прослушивания, актёрам предоставлялись краткие образцы голосов своих персонажей из видеоигр, не говоря точно из каких, и краткие описания персонажей.
В 2005 году Sega решила заменить озвучивавший игры актёрский состав. Новыми голосами персонажей стали актёры дубляжа 4Kids, озвучившие «Соник Икс». Данный состав озвучивал серию начиная с игры Shadow the Hedgehog (2005) и оканчивая Sonic & Sega All-Stars Racing (2010), кроме Майка Поллока, «голоса» доктора Эггмана, который продолжает озвучивать своего персонажа по сей день.

#### Различия между японской и американской версиями
В американской адаптации сериала был перемонтирован и урезан видеоряд, перерисованы некоторые сцены, полностью изменён музыкальный ряд, добавлено несколько дополнительных фраз и переписаны диалоги.
В 10-й серии Крим, по сговору с Чаком, признаётся роботу-бейсболисту в любви, из-за чего тот в смущении роняет мяч. В американской версии робот сдался Крим потому, что она сказала, что не умеет играть, а сговор крольчихи с профессором был вырезан.
В японской версии разные персонажи-люди иногда пьют спиртные напитки, а не соки и газировку. Особенно это сказалось на 14-й серии, где Джером Уайз довёл журналистов до состояния алкогольного опьянения. В американской же версии — до дикой скуки из-за долгого ожидания визита Соника к Президенту.
Если смотреть американскую версию сериала, можно заметить, что в 18-й серии аферистов, строивших дамбу на территории заповедника, зовут русскими именами (Сергей, Иван, Борис). В оригинальной версии их зовут по-японски, что для японского продукта вполне логично. При переводе с японского на английский имена злодеев были заменены с японских на русские.
В последней серии первого сезона в английской версии Доктор Эггман торопит робота Е-99 «Эгг-Императора», чтобы тот как можно скорее уничтожил Соника. В японской версии Эггман умоляет вышедшего из-под контроля робота прекратить атаковать Соника, поскольку в его планы входило только заставить ежа страдать за все причинённые доктору неприятности, но никак не убийство ежа. В это время у Криса на заднем плане истерика, также потерянная в английской версии. Также была вырезана сцена, где Эгг-Император валит Соника и наносит ему большое количество смертельных ударов в одно и то же место. Также была убрана песня «Kotoba ni Dekinai», звучавшая в этой сцене как фоновая вплоть до конца серии.
В 46-й серии были убраны долгие стенания крольчихи Крим и чао Чиза после уничтожения ими копирующего чужие навыки робота Эмерла, её любимца. Также в японской версии из глаз робота, когда тот тонул в море, текли не обычные, а чёрные слезы (бензин или смазка): Эмерл скопировал способность плакать у рыдающей от горя Крим.
В 47-й серии роботы Боко и Дэко, подслушав планы главных героев, бегут к доктору и по пути нечаянно давят купленный Наклзом репчатый лук. Ехидна приходит в ярость и преследует их с угрозами. Роботы решают спрятаться в публичном доме. Наклз забегает вслед за ними и, увидев полуголых девиц, стремглав выбегает из сомнительного заведения. Боко и Деко решают задержаться и соглашаются на интимные услуги. В результате они приходят к Эггману обцелованные, а их хозяин интересуется, чем они так долго занимались. В американской версии сцена с борделем была вырезана, а роботы возвращаются к Эггману чистые, и тот хвалит их за хорошую работу.

### Трансляция
«Соник Икс» состоит из двух сезонов; первый сезон содержит 52 получасовые серии, второй сезон — 26 серий. В зарубежном прокате сериал был разделён на 3 сезона по 26 серий. В Японии первый сезон выходил в эфир на TV Tokyo в 8:30 с 6 апреля 2003 года по 28 марта 2004 года. Из-за низкого рейтинга, второй сезон уже не транслировался в этой стране, но его производство продолжалось там же. С самого начала 4Kids лицензировала сериал в Северной Америке; ShoPro Entertainment стала вторым лицензиатом 1 декабря 2003 года. В Северной Америке сериал транслировался в блоке Fox Box сети телеканалов Fox. Первые 26 серий были показаны с 23 августа 2003 года по 27 марта 2004 года, серии с 27-й по 52-ю выходили в эфир с 18 сентября 2004 года по 26 марта 2005 года. Не показанный в Японии второй сезон аниме, в Северной Америке транслировался как третий с 10 сентября 2005 года по 6 мая 2006 года. Сериал также был локализован в других странах Европы, Азии и Ближнего Востока. В России «Соник Икс» транслировался  с 4 сентября 2004 по 10 ноября 2006 на Fox Kids/Jetix, с 26 декабря 2005 по 4 апреля 2012 года на СТС. В июне 2012 года обанкротившаяся 4Kids продала лицензию на «Соник Икс» каналу Kidsco Media Ventures компании Saban Brands.
«Соник Икс» был выпущен на видеокассетах и DVD. В Японии были изданы первые 52 серии сериала на 13 дисках и кассетах. 15 ноября 2005 года, в связи с выходом игры Shadow the Hedgehog, 4Kids выпустила в Северной Америке DVD «Project Shadow», охватывающий первую сюжетную линию, сосредоточенную на Шедоу (33—38 серии).

### Музыка
Композитором японской версии выступил Ёсихиро Икэ. Песня из открывающей заставки «Sonic Drive» была исполнена Хиронобу Кагэямой и Хидэаки Такатори. Аниме включает в себя три закрывающих композиции: «Mi-Ra-I» (яп. ミ・ラ・イ Ми-ра-и, «Будущее») в исполнении Run&Gun для 1—13 серий, «Hikaru Michi» (яп. 光る道 Хикару мити, «Сверкающая дорога») в исполнении Аи Хиросигэ для 14—39 и 53—78 серий, и «T.O.P» («Лучший») в исполнении рэперов KP и URU для 40—52 серий. В мультсериале были использованы три песни группы Off Course: «Kotoba ni Dekinai» (в 26 серии), «Midori no Hibi» и «Natsu no Hi» (обе в 52 серии). Также была использована музыка Дзюна Сэноуэ и Фумиэ Куматани из игр Sonic Adventure и Sonic Adventure 2. 4Kids создала для американской версии новый музыкальный фон «как по художественным, так и по коммерческим причинам». Североамериканская открывающая и закрывающая тема «Gotta Go Fast» была исполнена Норманом Дж. Гросфельдом и Расселлом Веласкесом.
3 марта 2004 года в Японии был выпущен саундтрек к сериалу: Sonic X ~Original Sound Tracks~ (яп. ソニックＸ オリジナルサウンドトラック Соникку Эккусу Оридзинару Саундоторакку), состоящий из 40 треков песен и инструментальной музыки из первого сезона. Все четыре вокальные композиции из японской версии («Mi-Ra-I», «Sonic Drive», «Hikaru Michi» и «T.O.P») были изданы в виде синглов в 2003—2004 годах. Диск Sonic Drive также содержал не вошедшую в аниме песню «Just Call Me Sonic ~Mabushii Kaze ni Nare~» в исполнении Тору Сасаки. На песню «Hikaru Michi» Аи Хиросигэ был снят музыкальный видеоклип. Американская открывающая тема «Gotta Go Fast» вошла в альбом True Blue: The Best of Sonic the Hedgehog, выпущенный в 2008 году в Японии.
| №                   | Название                                         | Текст песни         | Музыка              | Исполнитель            | Длительность |
| ------------------- | ------------------------------------------------ | ------------------- | ------------------- | ---------------------- | ------------ |
| 1.                  | «SONIC DRIVE» (TV Version)                       | Т. Аида             | Т. Ватанабэ         | Х. Кагэяма Х. Такатори | 1:33         |
| 2.                  | «第１話より ソニックの戦い»                      |                     | Ё. Икэ              |                        | 2:16         |
| 3.                  | «弟１話より エッグマン»                          |                     | Ё. Икэ              |                        | 1:54         |
| 4.                  | «弟１話より ソニック»                            |                     | Ё. Икэ              |                        | 2:04         |
| 5.                  | «弟１６話より 丘の土の白い花»                    |                     | Ё. Икэ              |                        | 1:00         |
| 6.                  | «弟２話より 解決 ソニック»                       |                     | Ё. Икэ              |                        | 1:01         |
| 7.                  | «弟２１話より メッセンジャロボ» (Egg Ver.)       |                     | Ё. Икэ              |                        | 1:06         |
| 8.                  | «第３話より エッグマンマシーン»                  |                     | Ё. Икэ              |                        | 2:43         |
| 9.                  | «第１話より クリスとの出会い»                    |                     | Ё. Икэ              |                        | 1:25         |
| 10.                 | «第６話より はでに登場パパとママ»                |                     | Ё. Икэ              |                        | 0:47         |
| 11.                 | «弟３４話より シャドウ＃１»                      |                     | Ё. Икэ              |                        | 1:23         |
| 12.                 | «弟３２話より スーパーソニック»                  |                     | Ё. Икэ              |                        | 0:27         |
| 13.                 | «弟３４話より シャドウ＃２»                      |                     | Ё. Икэ              |                        | 1:40         |
| 14.                 | «弟５話より エミーのハイキング»                  |                     | Ё. Икэ              |                        | 1:00         |
| 15.                 | «弟２０話より 発進エッグフォート»                |                     | Ё. Икэ              |                        | 1:27         |
| 16.                 | «弟８話より Ｘトルネード»                        |                     | Ё. Икэ              |                        | 1:04         |
| 17.                 | «弟２８話より 戦闘 バトル»                       |                     | Ё. Икэ              |                        | 1:26         |
| 18.                 | «弟１４話より よかったね‼»                       |                     | Ё. Икэ              |                        | 1:52         |
| 19.                 | «弟１９話より オバケ！？のタンゴ»                |                     | Ё. Икэ              |                        | 2:38         |
| 20.                 | «弟１９話より エミーのハンマー»                  |                     | Ё. Икэ              |                        | 0:37         |
| 21.                 | «弟１１話より 怪盗・セクシールージュ»            |                     | Ё. Икэ              |                        | 2:41         |
| 22.                 | «弟１話より Ｓ-Ｔｅａｍ＃１»                     |                     | Ё. Икэ              |                        | 2:29         |
| 23.                 | «弟１７話より ホーク» (中国編 (Chinese Version)) |                     | Ё. Икэ              |                        | 0:38         |
| 24.                 | «弟１８話より エッグマンのアフリカ編»            |                     | Ё. Икэ              |                        | 0:46         |
| 25.                 | «弟１４話より アドベンチャー»                    |                     | Ё. Икэ              |                        | 1:00         |
| 26.                 | «弟１４話より ヘレンの夕食»                      |                     | Ё. Икэ              |                        | 1:28         |
| 27.                 | «弟２９話より Ｘトルネードバトル編»              |                     | Ё. Икэ              |                        | 1:06         |
| 28.                 | «弟２９話より マスターエメラルド»                |                     | Ё. Икэ              |                        | 0:57         |
| 29.                 | «弟２８話より カオス»                            |                     | Ё. Икэ              |                        | 1:28         |
| 30.                 | «弟４話より ファミリ»                            |                     | Ё. Икэ              |                        | 1:30         |
| 31.                 | «弟１話より Ｓ-Ｔｅａｍ＃２»                     |                     | Ё. Икэ              |                        | 1:49         |
| 32.                 | «弟１４話より ソーンダイク家»                    |                     | Ё. Икэ              |                        | 0:37         |
| 33.                 | «弟５話より トルネードきりきり舞»                |                     | Ё. Икэ              |                        | 1:59         |
| 34.                 | «弟３５話より ＧＵＮ»                            |                     | Ё. Икэ              |                        | 1:30         |
| 35.                 | «弟２６話より ガヶタイ»                          |                     | Ё. Икэ              |                        | 0:36         |
| 36.                 | «弟２４話より ダークエッグマン»                  |                     | Ё. Икэ              |                        | 0:52         |
| 37.                 | «ミ・ラ・イ»                                     | К. Баба             | К. Баба             | RUN & GUN              | 4:24         |
| 38.                 | «SONIC DRIVE» (Full Version)                     | Т. Аида             | Т. Ватанабэ         | Х. Кагэяма Х. Такатори | 3:45         |
| 39.                 | «SONIC DRIVE» (Hironobu Kageyama Only Version)   | Т. Аида             | Т. Ватанабэ         | Х. Кагэяма             | 3:45         |
| 40.                 | «SONIC DRIVE» (Hideaki Takatori Only Version)    | Т. Аида             | Т. Ватанабэ         | Х. Такатори            | 3:43         |
| Общая длительность: | Общая длительность:                              | Общая длительность: | Общая длительность: | Общая длительность:    | 66:26        |

## Связанная продукция
На тематику «Соник Икс» были выпущены различные медиаиздания и другая продукция. Множество сопутствующих товаров распространялось на территории Северной Америки. В мае 2004 года компанией Majesco на консоль Game Boy Advance был издан сборник Sonic X: A Super Sonic Hero, включающий в себя первые две серии мультсериала в формате GBA Video. Второй сборник, под названием Sonic X: Chaos Emerald Chaos, в который вошли бы третья и четвёртая серии, должен был быть выпущен незадолго после выхода первой части, но в итоге он был отменён. В 2005—2007 годах были изданы шесть книжек с повестями по мотивам сериала: «Водяная планета» (англ. Aqua Planet), «Доктор Эггман отправляется на войну» (англ. Dr. Eggman Goes to War), «Битва в Ледяном дворце» (англ. Battle at Ice Palace) и «В отчаянных поисках Соника» (англ. Desperately Seeking Sonic) Шарлотты Фаллертон, «Посланник метеоритного дождя» (англ. Meteor Shower Messenger) Пола Радитиса и «Космолёт „Голубой Тайфун“» (англ. Spaceship Blue Typhoon) Дианы Гэллагер.
В октябре 2004 года фирма ShoPro купила четыре лицензии на производство различных товаров с тематикой «Соник Икс»: постельного белья, пляжных полотенец, рюкзаков, канцелярских принадлежностей и пижам. С 2004 по 2006 год производитель игрушек Toy Island выпустил несколько серий экшен-фигурок, посвящённых мультсериалу. В качестве продвижения «Соник Икс», компанией Mattel была изготовлена коллекция масштабных моделей автомобилей под брендом Matchbox, а фирмой Great Eastern Entertainment были произведены мягкие игрушки в виде персонажей сериала. Несколько различных видов игрушек выпускалось на территории Японии. Остальная продукция, основанная на «Соник Икс» включала в себя одежду и аксессуары, школьные сумки и рюкзаки, канцелярские товары, зубные щётки, брелоки и пазлы.

### Комиксы
В 2005 году компания Archie Comics начала издание серии комиксов по мотивам американской версии «Соник Икс». Первоначально планировалось выпустить 4 части, однако из-за положительной реакции фанатов журнал получил продолжение. После выхода в 2008 году последнего 40 номера, был начат выпуск линейки Sonic Universe. Сценаристом комиксов выступил Ян Флинн, также являющийся автором сюжета основной серии.

### Видеоигры
В 2003 году, в целях продвижения сериала, в сети закусочных «Макдоналдс» с «хеппи-милами» упаковывались портативные консольные игры, основанные на различных видах спорта: две с участием Соника, и по одной с Тейлзом, Наклзом и Шэдоу. В следующем году в «хеппи-милах» появилась игра с рыбачащим котом Бигом.
Компания LeapFrog Enterprises выпустила образовательную математическую игру Sonic X для портативной консоли Leapster, продававшуюся в 2005 году в Северной Америке и в 2007 году — в Европе. Главные герои игры — Соник и Крис — должны освободить из рук Эггмана Тейлза, Эми и Наклза. Это динамичная платформерная игра в жанре «экшн», в которой Соник бегает и прыгает по уровням, уничтожая по пути роботов Эггмана. Чтобы продолжить свой путь, Соник должен решить математическую задачу. В игре три уровня, каждый из которых имеет собственные математические понятия: город Вокзальная площадь (последовательность, пошаговый счёт), остров Ангела, алтарь с Мастер Изумрудом (сложение) и база Эггмана (вычитание). Также есть математические мини-игры, не связанные с уровнями, для развития навыков счёта.
В игре Sonic Adventure DX: Director’s Cut в некоторых миссиях присутствуют таблички с изображением Соника, Криса и логотипа «Соник Икс».

### Коллекционная карточная игра
В 2005 году Score Entertainment выпустила коллекционную карточную игру Sonic X для двух игроков. Игроки сражаются за Изумруды Хаоса; выигрывает тот, кто соберёт первые три Изумруда. За каждый ход игроки выкладывают по пять карт лицевой стороной вниз и переворачивают их по одной; если карта низкого достоинства, она выбывает. За устранение карт соперника и совмещение особых способностей собственных карт игроку насчитываются кольца; игрок с наибольшим количеством колец выигрывает Изумруд. Поскольку игра не акцентировалась на сборе редких карт, несколько «бустеров» было достаточно, чтобы составить вполне грамотную колоду. KidzWorld положительно отозвался об игре, оценив лёгкость обучения, низкую стоимость и присущую ей стратегию, однако отметил, что она больше похожа на обычную карточную игру с изображениями Соника и его друзей, чем на полноценный «сониковский» продукт.

## Отзывы критиков и культурное влияние

### Отзывы
| Зрительский рейтинг   | Зрительский рейтинг   | Зрительский рейтинг   |
| (на 25 марта 2015 г.) | (на 25 марта 2015 г.) | (на 25 марта 2015 г.) |
| --------------------- | --------------------- | --------------------- |
| Сайт                  | Оценка                | Голосов               |
| AniDB                 | · ссылка              | 455                   |
| Anime News Network    | · ссылка              | 1874                  |

«Соник Икс» получил посредственные оценки; главной причиной этого Конрад Циммерман из Destructoid назвал его «ужасную локализацию». Тим Джонс из THEM Anime поставил сериалу оценку 2 из 5 и раскритиковал английское озвучивание: «Действительно досаждает, когда к работе над дубляжем всех последующих игр привлекали этих бездарных актёришек: такое впечатление, что на английский язык сериал озвучивают лауреаты музыкальных конкурсов». Крис Мартин из GamesFirst! сказал, что Эми Палант в роли Тейлза и Лиза Ортис в роли Эми лишь «умеренно досаждали», в то время как голоса актёров, озвучивавших людей, были «отвратительными и никак иначе». Он добавил, что предпочёл бы Джалила Уайта, озвучившего Соника в Adventures of Sonic the Hedgehog и Sonic the Hedgehog — двух связанных между собой сериалах, транслировавшихся на телевидении в начале 1990-х годов, большинству актёров, работавших над дубляжем «Соник Икс».
Персонажи-люди (и, в меньшей степени, животные) также были подвергнуты определённой критике. Среди прочего, Джонс раскритиковал Криса как «занудного, скучного, безотрадного персонажа», а также описал Танаку и Эллу, как «умеренно» стереотипных японо- и афроамериканцев соответственно. Джонс не только подверг критике присутствие Эми и Бига, но и задался конкретным вопросом об образе Соника в сериале, охарактеризовав его следующим образом: «Я буду носиться по городу, пока не случится что-нибудь захватывающее, и пущу в ход смердящее кольцо, чтобы победить врагов». Схожее мнение высказал Анатолий Сонин в журнале «Страна игр»: «Ёжик тут задорный и отчаянный, но ведёт он себя не как пятнадцатилетний мальчишка, а словно какой-нибудь Наруто». Сотрудники GamesRadar сетовали как на «засмарканных персонажей Sonic Adventure», так и на персонажей-людей. Мартин выразил неприязнь к некоторым персонажам-людям, но признал, что это была ошибка Юдзи Наки: добавлять их в оригинальные игры. В отличие от этого, рецензент Гэс Плант из Nintendo Life выразил мнение, что «одним из ключевых успехов» сериала было включение в него многочисленных персонажей из игр, в том числе малоиспользуемых, таких как Биг и команду Хаотикс. Ян Флинн, сценарист комиксов от Archie и IDW, отметил, что Крису Торндайку была отведена слишком большая роль, временами настолько заметная, что он вытеснял персонажей Соника в некоторых историях. Поклонники сериала были разделены во мнениях о роли семейства Торндайк.
Тем не менее сериал был хорошо встречен как неизменно следующий формату игр. В 2003 году японский игровой журнал «Фамицу» опубликовал однозначно положительный отзыв перед трансляцией первой серии, в котором оценил мастерскую передачу в аниме скорости и стиля игры, глубокий сюжет и выразил надежду, что сериал будет всё более интересным. Плант заявил, что «„Соник Икс“ действительно удалось пересказать культовую историю». Независимо от участвующих персонажей, GamesRadar оценил идею следования «основной сониковской концепции».
Оригинальные сюжетные линии были также хорошо встречены. Среди своих критических отзывов на бо́льшую часть сериала, Джонс похвалил первую серию в целом, особенно её комедийность. Плант признал развитие персонажей, построенное на сюжете оригинальных игр, особенно на отношениях Соника и Эми и вновь обретённой жизнеспособности Хаотиксов в качестве комических персонажей. В то же время он выяснил, что сериал «удивительно трогателен», в частности его «эмоциональная» финальная кульминация, и сравнил космические путешествия в третьем сезоне с сериалом «Звёздный путь». Мартин подверг критике «нудное и шаблонное развитие сюжета», но признал, что у него «действительно есть изюминка, которой нет ни в одном сериале», и похвалил сцену, где Соник записывает алгебраические уравнения и химические формулы на стене тюремной камеры. Тони Фавро из Impulse Gamer поставил первому DVD-изданию оценку 6,8 из 10, заявив, что несмотря на наличие некоторого «пуха», есть «довольно забавные моменты в сериях и часто присутствует моральный смысл». В первой рецензии «Фамицу» отмечался «глубокий» (яп. 重厚 дзю:ко:) сюжет.
Комментарии к эстетической составляющей сериала были в основном положительные. GamesRadar признал: «По крайней мере, песня подходит. Не представляю, что Соник может слушать музыку из Sonic Underground и припевать под лайт-рок Мита Лоуфа, но такая музыка определенно подошла бы под „Соник Икс“». Джонс похвалил рок-музыку из Sonic Adventure и Sonic Adventure 2, а также «красивую фортепианную музыку» и «берущую за душу» музыку из японских заставок. Мартин был впечатлён «прыгающей» анимацией, сравнивая её с анимацией «Дигимонов». Джонс отметил что на фона «приятно смотреть», но ему не понравилось использование компьютерной графики для передачи самонаводящей атаки Соника.
Не давая никаких дальнейших комментариев, Allgame поставил версиям первых четырёх серий для Game Boy Advance оценки по 2,5 из 5, такие же, какие он давал всем видео для данной консоли. Common Sense Media оценил их в 3 из 5 за качество, также оценив их пригодность для детей. Автор второй, более поздней рецензии «Фамицу» 2003 года, назвал аниме выдающимся успехом и рекомендовал его к просмотру читателям.

### Популярность и культурное влияние
Сериал был довольно популярен в США и Франции и уверенно занял первые места в эфирном времени обеих стран. К 2007 году он являлся наиболее успешным аниме компании TMS Entertainment на неяпонском рынке, но был менее популярен в Японии: во время премьерного показа его наивысший рейтинг составил 4,8 %, наинизший — 1,9 %, а средний — 3,2 %. Это натолкнуло коллектив TMS на мысль, что следует сосредоточиться на продукции, хорошо запрашиваемой за пределами Японии. В 2009 году 6-летний норвежский мальчик по имени Кристер вынудил своих родителей оправить письмо норвежскому королю Харальду V, в котором он просил монарха утвердить смену его имени на Соник Икс. Родители позволили Кристеру собственноручно написать письмо, но не отправляли его до тех пор, пока он не стал им докучать по этому поводу. Король ответил на письмо, где написал, что не может одобрить смену имени, поскольку Кристер ещё не достиг 18-летнего возраста. На протяжении более десяти лет после выхода первой серии фраза «gotta go fast» использовалась в названиях статей в игровых журналах для обозначения сониковской серии, других динамичных видеоигр, и скоростные прохождения игр в целом.